# Tara (folyó, Olaszország)
A Tara egy folyó Olaszország Puglia régiójában, Taranto városának szomszédságában. A rövid folyó a Murgia karsztvidékén ered és a Tarantói-öbölbe ömlik. A legendák szerint i. e. 2019-ben Taras, Poszeidón tengeristen fia, a folyó torkolatánál alapította Taranto városát, miután csodával határos módon egy delfin kimentette egy tengeri viharból. A folyó völgye ma Massafra város területéhez tartozik.

## Fordítás
- Ez a szócikk részben vagy egészben  a   Tara (fiume) című olasz Wikipédia-szócikk ezen változatának fordításán alapul.  Az eredeti cikk szerkesztőit annak laptörténete sorolja fel. Ez a jelzés csupán a megfogalmazás eredetét és a szerzői jogokat jelzi, nem szolgál a cikkben szereplő információk forrásmegjelöléseként.